# 다차원 성격 설문지
다차원 성격 설문지(Multidimensional Personality Questionnaire, MPQ) 또는 다면적 성격 질문지는 1982년 아우케 텔레겐(Auke Telegen)이 개발한 정상적인 성격을 측정하기 위한 성격 검사이다. 현재 미네소타 대학 출판부(University of Minnesota Press)에서 판매되고 있다.
다양한 버전의 검사에는 300, 276 및 198개의 참-거짓 항목이 있다. 현재 버전은 276개 항목이다. 155개 항목으로 구성된 짧은 형식(MPQ-BF)도 있다. 이 설문지는 긍정적인 감정적 기질, 부정적인 감정적 기질, 제약 및 흡수라는 네 가지 광범위한 특성과 11가지 주요 특성 차원에 대한 등급을 제공한다.